# 青木健 (俳優)
青木 健（あおき けん、1984年9月20日 - ）は、日本の俳優である。茨城県出身。
A-team所属であったが、A-teamの休業に伴い2024年6月より株式会社G-STAR.PROに所属となる。
身長181cm。

## 出演

### テレビドラマ
- ドン★キホーテ（2011年7月 - 9月、日本テレビ） - ケン役
- 分身（2012年2月 - 3月、WOWOW） - バンドメンバー リョウタ役
- クローバー 第3 - 7話（2012年4月27日、テレビ東京） - 真田 役
- 走馬灯株式会社 第4話 (2012年8月6日　TBS) - 詐欺師の男 役
- 土曜ワイド劇場35周年特別企画『森村誠一の棟居刑事　死海の伏流』 (2012年11月24日 EX) - 吉田刑事 役
- ダブルフェイス　潜入捜査編／偽装警察編 (2012年10月 TBS/WOWOW) - 織田組 タケシ役
- まほろ駅前番外地 第9-10話（2013年3月8日、テレビ東京） - 星の部下 役
- MOZU Season1〜百舌の叫ぶ夜〜 第4 - 6話（2014年5月1日 - 15日、TBS） - 美竹 役
- ルーズヴェルト・ゲーム（2014年4月 - 6月、TBS） - 中西 役
- 罪人の嘘 第3話（2014年、WOWOW） - 東潤会 東山将 役
- 内田康夫サスペンス『信濃のコロンボ2戸隠伝説殺人事件』（2014年11月24日、TBS） - 立花 役
- 警視庁捜査一課9係 season10 第2話（2015年4月29日、テレビ朝日） - 松岡高志 役
- 土曜ワイド劇場 『特捜セブン』（2016年2月27日、テレビ朝日） - 藤枝正路 役
- HiGH&LOW シーズン2（2016年、日本テレビ） - 中茎 役
- 幕末グルメ ブシメシ!2（2019年1月 - 、NHK BSプレミアム） - 南海藩士　柴田 役
- 東野圭吾「ダイイング・アイ」（2019年3月 - 4月、WOWOW）　- 坂本刑事 役
- THE突破ファイル「紙ヒコーキ」（2019年4月11日、日本テレビ） - 藤井 役
- THE WORST EPISODE.O（2019年7月 - 、日本テレビ） - 中茎 役
- 文豪少年!〜ジャニーズJr.で名作を読み解いた〜 第4話（2021年4月11日、WOWOW） - DV男 役
- パンドラの果実〜科学犯罪捜査ファイル〜 Season1 第9話（2022年6月18日、日本テレビ） - 鶴本 役
- 闇金ウシジマくん外伝　闇金サイハラさん 第8話（2022年11月8日、MBS/TBS）  - 鴨川 役
- ドラマW ゴールデンカムイ -北海道刺青囚人争奪編- 第1話（2024年10月6日、WOWOW） - 野間直明 役
- 歴史探偵「上杉鷹山 なせばなる」（2025年2月12日、NHK総合） - 上杉鷹山 役
- 令和サスペンス劇場『旅人検視官 道場修作 〜富山県 庄川温泉郷殺人事件〜』（2025年3月22日、BS日テレ）　- 黒木篤 役[1]

### 配信ドラマ
- テラフォーマーズ新たなる希望（2016年4月24日配信開始、dtv） - 総田敏雄 役
- デスノート NEW GENERATION（2016年9月16日、hulu） - 神田 役
- 今際の国のアリス season1 第5話 - 第8話 （2020年12月 - 、Netflix） - ビーチ武闘派 マコト 役
- 夢で見たあの子のために　第5話 - 第6話（2023年8月29日配信、Lemino） - 偽火の男 役
- 幽☆遊☆白書 第2話 - 第3話（2023年12月14日配信、Netflix） - 筒井(雪菜を助け出そうとする男) 役

### 映画
- クローズZERO II（2009年4月11日公開、東宝）
- BECK（2010年9月4日公開、松竹） - 兵頭軍団ドラマー 役
- THE LAST MESSAGE 海猿-UMIZARU-（2010年9月18日公開、東宝） - 機動救難隊隊員 塚本 役
- 愛と誠（2012年6月16日公開、角川） - 座生権太一派 ヒデキ役
- 天地明察（2012年9月15日公開、角川/松竹） - 茶坊主 黒吉 役
- 真夏の方程式（2013年6月29日公開、東宝） - 刑事 西口剛 役
- 天心（2013年、マジックアワー） - カメラマン 藤尾 役
- 永遠の0（2013年12月21日公開、東宝） - 予備士官 伊藤 役
- KANO 1931海の向こうの甲子園（2014年2月27日台湾公開） - 錠者博美 役
- WOOD JOB!〜神去なあなあ日常〜（2014年5月10日公開） - 内藤力 役
- 人生の約束（2016年1月9日公開、東宝） - 関田 役
- テラフォーマーズ（2016年4月29日公開） - 総田敏雄 役[2]
- 真田十勇士（2016年9月22日公開） - 望月六郎 役
- サバイバルファミリー（2017年2月11日公開） - 自衛隊小隊長 役
- 戦場へ、インターン（2017年3月11日公開、若手映画作家育成プロジェクト） - 軍人（俳優）役
- HiGH&LOW THE MOVIE 2 END OF SKY（2017年8月19日公開） - 中茎 役
  - HiGH&LOW THE MOVIE FINAL MISSION（2017年11月11日公開） - 中茎 役
  - HiGH & LOW THE WORST（2019年10月4日公開、松竹） - 中茎 役
- 轢き逃げ 最高の最悪な日（2019年5月10日公開、東映） - 遠藤 役
- キングダム2 遥かなる大地へ（2022年7月15日公開、東宝/SPE） - 爽悦 役
  - キングダム 運命の炎（2023年7月28日公開） - 飛信隊 爽悦 役
- シャイロックの子供たち（2023年2月17日公開） - 闇金 町田 役
- ゴールデンカムイ（2024年1月19公開） - 野間直明 役

### 舞台
- ジャンヌ・ダルク（2010年、赤坂ACTシアター/梅田芸術劇場・2014年、KAAT神奈川芸術劇場/オリックス劇場） - クルパン 役
- 殺陣サミット（2014年、武蔵の芸術劇場） - 魂刀流志伎会 殺陣
- 真田十勇士（2014年 青山劇場/梅田芸術劇場・2016年 新国立劇場 中劇場/兵庫KOBELCO大ホール） - 望月六郎 役
- 舞劇『山椒大夫』（2015年） - 曇猛律師 役
- Letter2015（2015年、下北沢B1） - 主演
- 三すじ会（2016年、浅草公会堂） - 剣舞
- 舞劇『野ばら』（2016年） - ガレオン 役
- 舞劇『山椒大夫～誓いの燕～』（2018年） - 又兵衛 役
- 劇団天PASSION（2019年 - ）

### MV
- NMB48（紅組）「恋愛被害届け」（2012年）
- 千紗 カバー特集『ロマンスの神様・TOMORROW』（2013年)